# Sanford (Alabama)
Sanford város az USA Alabama államában, Covington megyében. Lakosainak száma 257 fő (2020. április 1.).

## Népesség
A település népességének változása:
| Lakosok száma | 742  | 241  | 257  |
|               | 1910 | 2010 | 2020 |